# سوگ (فیلم ۱۳۸۹)
سوگ یک فیلم درام جاده‌ای به کارگردانی مرتضی فرشباف محصول سال ۱۳۸۹ است. این فیلم از ۱۰ تیر ۱۳۹۶ در سینماهای گروه هنر و تجربه به نمایش درآمد.
سوگ برندهٔ جوایزی چون جریان‌های نو و فیپرشی از جشنوارهٔ پوسان و بهترین فیلم از جشنوارهٔ فیلم‌های آسیایی دوویل شده‌است.

## بازیگران
- شراره پاشا در نقش شراره
- کیومرث گیتی در نقش کامران
- امیرحسین ملکی در نقش ارشیا
- عادل یراقی در نقش رانندهٔ تاکسی
- پیمان معادی در نقش مسعود (فقط صدا)
- سحر دولتشاهی در نقش ناهید (فقط صدا)

## جوایز
| سال  | جشنواره                                | بخش          | نتیجه | منبع        |
| ---- | -------------------------------------- | ------------ | ----- | ----------- |
| ۲۰۱۱ | شانزدهمین جشنوارهٔ بین‌المللی فیلم پوسان | جریان‌های نو  | برنده | [ ۴ ] [ ۵ ] |
| ۲۰۱۱ | شانزدهمین جشنوارهٔ بین‌المللی فیلم پوسان | جایزهٔ فیپرشی | برنده | [ ۴ ] [ ۵ ] |
| ۲۰۱۲ | چهاردهمین جشنوارهٔ فیلم‌های آسیایی دوویل | بهترین فیلم  | برنده | [ ۶ ] [ ۷ ] |
| ۲۰۱۱ | جشنوارهٔ فیلم شب‌های سیاه تالین          | جایزهٔ نتپک   | برنده | [ ۸ ] [ ۹ ] |